# Matthias Defregger
Matthias Defregger (München, 18 februari 1915 - aldaar, 23 juli 1995) was een Duits Rooms-Katholiek priester en hulpbisschop.

## Biografie
Defregger diende tijdens de Tweede Wereldoorlog in de 114e Divisie Jagers. Na de oorlog vatte hij priesterstudies aan en hij werd priester gewijd in 1949. Op 14 september 1968 werd hij door kardinaal Döpfner gewijd tot hulpbisschop van het aartsbisdom Munchen-Freising.